# Фатеи
Фатеи — многочисленное (предположительно меотское) племя, жившее с IV по I вв. до н. э. по берегам р. Фат (сейчас р. Адагум), одного из притоков Кубани. Периодически находились в подчинении у боспорских царей.

## История
До появления Боспорского царства, данное племя никогда ранее не упоминалось.
Согласно сообщениям античных историков, фатеи жили по соседству с меотами в деревнях, построенных на сваях, — по берегам р. Фат — вероятно, одного из притоков Кубани. Упомянут так же укрепленный город Гаргаза, возможно, принадлежащий им же.
Как минимум несколько поколений боспорских царей считали их своими подданными, при этом фатеи и их аристократия принимали участие (и даже военное) в династических конфликтах Боспора.
В частности, Диодор Сицилийский (живший в I веке до н. э.) подробно рассказал о сражении у реки Фат, которое имело место в период борьбы за власть между сыновьями царя Перисада I, в ходе которой царь фатеев Арифарн выставил в помощь одному из сыновей царя, Евмелу, армию в количестве до 20 тыс. пехоты и 22 тыс. конницы.
Дальнейшая история фатеев не известна. По мнению историка Александра Травникова, замок Арифарна, царя фатеев, находился на территории современного города Краснодара, в его историческом центре, а именно в парке «Городской сад» (ранее парк Максима Горького). На территории парка в его рельефе сохранились черты древнего фортификационного сооружения. В ходе полевого сезона 2010—2011 года Западно-Кавказской археологической экспедицией в районе улиц Седина и Постовая был обнаружен фрагмент внешнего крепостного вала шириной 4 и глубиной 3 метра. Вскрытый и обследованный фрагмент вала и рва в длину составляет примерно 40 метров. По мнению того же А. И. Травникова, город Гаргаза находился в районе современных ст. Елизаветинской или Марьянской. Однако весомых доказательств такой локализации замка Арифарна и Гаргазы пока не найдено.
Помимо этой выдвигается много других гипотез по локализации фатеев, но все они так же не выдерживают серьёзной критики. На роль наследников Гаргазы и крепости Арифарна претендуют многие населенные пункты Крыма и Краснодарского края.

## Этническая принадлежность
В советское время меотская этническая принадлежность фатеев считалась установленной, на основании оставшихся с той поры материальных артефактов, а именно каменных надписей — титуларов Боспорского царя Перисада I (348—309 гг. до н. э.), где неоднократно (в разные годы) перечислялись меотские племена, подвластные ему, в том числе синды, фатеи и псессы. В некоторые годы фатеи не упоминались, что указывало: власть Боспорского царя над этим меотским племенем не была устойчивой.
В последнее время достаточно часто отдельные скифологи и сарматологи предлагают принять правку текста Диодора Сицилийского, которая позволила бы считать, что Арифарн был не фатейским царем, а царем сираков. Данные ученые также предлагают считать, что резиденция царя Арифарна была в Краснобатарейном городище, а также что остатки города Гаргазы — это Семибратнее городище. Однако это мнение обосновано слабо и не находит веского подтверждения, а Семибратнее городище продолжает считаться синдским городищем, как это было установлено ранее Н. В. Анфимовым в ходе раскопок и исследований продолжавшихся более 15 лет. Тем не менее в англоязычном переводе можно видеть соответствующие исправления.